# 中国人民解放军陆军指挥学院
中国人民解放军陆军指挥学院，位于江苏省南京市，隶属中国人民解放军陆军，是培养陆军指挥人才的陆军指挥院校。

## 历史沿革

### 抗战时期
- 1938年11月26日，在河南省杞县傅集成立新四军游击支队随营学校[1]。新四军游击支队司令员兼政治委员彭雪枫兼任校长。
- 1940年3月18日，扩建为中国人民抗日军政大学第四分校，是新四军成立最早、历时最长的学校。1944年9月11日，校长彭雪枫在战斗中牺牲。
- 1945年3月24日，为纪念彭雪枫，将抗日军政大学第四分校命名为雪枫军政大学，由新四军第四师师长张爱萍兼任校长。
- 1946年4月，雪枫军政大学、苏中公学、华中野战军随营干部学校合并组建华中雪枫大学，由粟裕兼任校长。1946年春，原“抗大”第4、第9分校与原华中野战军随营干部学校合并组成“雪枫大学”，粟裕兼任校长，张崇文任副校长。

### 华东军事政治大学
1946年11月5日，由华中雪枫大学、山东军区军政学校、东江纵队、淮南随营学校、山东军区通信学校等5个单位统一改编为华东军事政治大学
- 校长：张云逸（华东军区副司令员兼）
- 副校长：余立金、曾生、刘清明
- 教育长：张崇文
- 副教育长：陈铁军
- 政治部主任欧阳平
- 训练部：部长陈铁军兼
- 校务部长李文一

在山东省莒南县大店举行学校成立大会暨第一期开学典礼。学员5000人编为7个大队和一个教导团。1947年1月下旬迁至莒县梁家春生和五莲县于里沟地区。1947年5月中旬迁至掖县吕村地区。1947年6月第二期开学，招收学员3200余人，编为5个大队与1个军事研究班（师团干部）。1947年8月迁至渤海解放区阳信县溜坡坞。1948年3月中旬第三期开学，招收学员2560人，编为1个高级研究班、5个大队、1个教导队。1948年5月迁至潍坊的坊子。1948年9月下旬进驻济南。华东军大前三期都是调训的军队的排、连、营级干部。
1948年9月24日济南解放后，《大众日报》、《新民主报》分别登载了华东大学、华东军政大学、交通专科学校、华东白求恩医学院等学校的招生广告同时也贴满了大街小巷。招生委员会设在经四路纬五路原向村中学校址。经过考试（包括笔试和口试），1948年10月15日和10月25日《新民主报》上登载了第一批和第二批录取名单，两批招收第四期具有初中以上文化程度、年龄在16～26岁之间青年学生和失业知识青年1200多人，起义、解放的国民党军官约6500人、调训部队连排干部500多人。学员一律发粗布军装，单衣一年一套，棉衣三年一套，每人每月发给相当于一斤猪肉价格的津贴，女学员每月另发页相当于一斤猪肉价格的“卫生费”；还发了牙刷、老火车头牌牙粉、粗布袜子、硬底布帮鞋，一副裹腿。1948年11月校址暂设在西郊的济南张庄机场的兵营内。首先是共同的军政科目的预科，1949年2月转入分专业的本科文艺系、政治系、军事系、医训系、财训系等。
- 校长张云逸，副校长余立金、刘清明
- 二团团长樊道余，政委张诚，副政委潘启琪，政治处主任王洛。
  - 一大队大队长丁仰其，教导员王平，副教导员杨力行。
    - 一中队中队长高延录，指导员曹洪。二中队中队长丁志昌，指导员李本喜。三中队中队长吴英敏，指导员夏侯魁。四中队（女生队）中队长黄，指导员邱辛。各中队下设四个区队，各区队分设四个班。

1949年春，华东军政大学成立了以樊道余为分校校长的徐州分校，校址开始在道衙门内，后迁到天桥东原蒋纬国的装甲兵学校（装甲兵教导总队）。设一部、二部、女生部。6月底，全校学员分期分批搭乘火车南下，被分派到野战部队中。
1949年5月第四期学员毕业。至此，华东军大培养输送了2万多名师以下各级军政干部。1949年5月15日至7月15日，华东军大分三批南下南京、苏州、杭州、上海等地办学。
1947年夏，华东野战军随营干部学校成立。陈毅兼任校长， 刘季平任副校长。1949年春改名第三野战军军事政治干部学校
1949年9月1日，经总政治部同意，华东军区、第三野战军前委决定，以在山东（后迁苏州）办学的华东军事政治大学、在江苏常熟办学的第三野战军军政干校、第八兵团司政供卫机构为基础，组成华东军区军事政治大学，总校设在南京市黄浦路原国民政府国防部，下设七个总队。1949年10月18日在南京孝陵卫（后解放军炮兵工程学院，今南京理工大学所在地）举行了开学典礼。全校教职员工达3万7千余人。
- 校长兼政委陈毅
- 副校长陈士榘
- 副政治委员钟期光
- 教育长聂凤智
- 政治部主任余立金
- 训练部部长吴肃
- 校务部部长张日清
- 山东分校：校长许世友（山东军区司令员兼）/丛蓉滋，专职副校长杨介人，政委谷凤鸣。校址在济南西郊张庄机场的兵营，1949年初冬搬到章丘，1951年初迁入济南市段店南、北两个旧兵营。调训山东军区所属部队的排、连、营干部，在青岛、徐州、济南招收了一些知识青年。国民党军官组成的“校官队”、被俘虏过或逮捕过而回来的干部组成的“回归大队”。总计约3000余人。设军事系、政治系、文教系等，军事系又细分为战术系、筑城系等。952年初，山东军政大学停办，在原址上成立了第十二步兵学校。
- 浙江分校：校长王建安兼，政委谭震林兼
- 福建分校：校长叶飞兼，政委张鼎丞兼。副政委程坤源。校部驻福州市上街。
- 第一总队
- 第二总队（第六至第九团，驻苏州）：由渡江南下的华东军大人员组成。
- 第三总队（第十一至第十五团）
- 工人子弟团（驻上海）
- 高干团（第一团，1949年9月15日在南京成立）
- 伞兵总团：1949年11月拨归华东军事政治大学

1949年10月18日，在南京举行第一期开学典礼。1949年11月，华东军事政治大学警卫团拨归南京警备司令部。1950年1月22日，第二总队奉命从苏州移驻南京孝陵卫。1950年1月28日，工人子弟团从上海迁南京，转归伞兵总团领导。1950年5月，工人子弟团拆散补入第九兵团。1950年6月，学校精简原第二、第三总队以及团一级机构，新组建7个总队。
1950年6月20日，中央人民政府人民革命军事委员会主席毛泽东为华东军大题词：“华东军政大学日进有功，培养大批国防建设人才。”中国人民解放军总司令朱德题词：“努力学习军事科学和革命理论，为建设近代化的强大国防军而奋斗。”
华东军区军事政治大学在一年多时间里，举办两期，培训学员约3万人。
1951年元旦，华东军区军大结束，全体师生分编三处：
- 中国人民解放军军事学院，驻黄埔路原国防部旧址，院长刘伯承。
- 第三高级步兵学校：驻孝陵卫
- 华东军区教导团，学员都是国民党起义被俘军官，驻肥西县刘老圩子。

### 高级步兵学校
- 1950年11月28日，奉令撤销华东军事政治大学。1950年12月，第一总队及第一医院调归中国人民解放军军事学院，第五、第七总队与华东军区教导总队合并[2]。
- 1951年1月，以原华东军事政治大学直属队和第二、第三、第四、第六总队为基础，改编组成华东军区高级步兵学校，驻南京孝陵卫，直属华东军区建制领导[2]。
- 1951年3月5日，华东军区高级步兵学校改称中国人民解放军第三高级步兵学校[2]。
- 1952年4月28日，第三高级步兵学校调归中央军委，组建中国人民解放军总高级步兵学校[2]。1952年5月2日正式组建[3]。1953年1月10日，中国人民解放军总高级步兵学校在南京正式开学。

1958年11月14日，中央军委决定将总高级步兵学校并入中国人民解放军军事学院。

### 南京高级步校
- 1974年1月27日，南京军区决定筹建中国人民解放军南京军区军政干部学校。1974年12月成立。驻南京浦口花旗营。1976年4月19日举行开学典礼。设4个大队（第一、第二大队是军事大队，第三大队是政治大队，各编3个学员队。外训大队编2个学员队）[2]。
- 1978年1月，中央军委命令以位于花旗营工地的南京军区军政干部学校为基础，升格改建为中国人民解放军南京高级步兵学校，隶属中央军委[2]。
- 1980年12月，更名为中国人民解放军南京高级陆军学校[2]。

### 陆军指挥学院
- 1986年7月，更名为中国人民解放军陆军指挥学院，是培养合成军队军官的中级指挥院校，归中国人民解放军总参谋部建制，仍驻南京浦口花旗营[2]。
- 1999年，更名为中国人民解放军南京陆军指挥学院[1][3]。正军级。学院是军队院校“2110工程”三期重点建设院校[1]。
- 2016年，在深化国防和军队改革中，该校由中国人民解放军总参谋部转隶中国人民解放军陆军[4]。
- 2017年，在深化国防和军队改革中，该校更名为中国人民解放军陆军指挥学院[5]。

## 历任领导

### 华东军事政治大学
| 校长 - 彭雪枫（1938年11月—1944年9月11日阵亡，新四军游击支队随营学校、抗日军政大学第四分校校长） - 张爱萍（1945年3月—1946年4月，雪枫军政大学校长） - 粟裕（1946年4月—1946年11月，华中雪枫大学校长） - 张云逸（1946年11月—1949年9月） - 陈毅（1949年9月—1950年11月） 副校长 - 余立金（1946年11月—？） - 曾生（1946年11月—？） - 陈士榘（1949年9月—1950年11月） | 政治委员 - 陈毅（1949年9月—1950年11月，校长兼） 副政治委员 - 钟期光（1949年9月—1950年11月） |

### 中国人民解放军总高级步兵学校
| 校长 - 余立金（1951年—1952年，第三高级步兵学校校长） - 陈赓（1952年5月—7月，未到职） - 宋时轮上将（1952年9月—1957年9月） - 姚喆中将（1957年9月27日—1959年2月） 副校长 - 刘清明（1951年—1952年，第三高级步兵学校副校长） - 高锐（1951年—1952年，第三高级步兵学校副校长） - 杨勇（1952年5月—1952年7月） - 姚喆中将（1955年1月—1957年9月，第一副校长） - 庄田中将（1955年3月24日—1957年9月，第二副校长） | 政治委员 - 余立金（1951年—1952年，第三高级步兵学校校长兼） - 宋时轮上将（1954年3月12日—1957年9月，院长兼） - 刘浩天中将（1957年9月27日—1959年2月） 副政治委员 - 刘浩天中将（1956年3月26日—1957年9月27日） |

| 教育长 - 王蕴瑞（1952年5月—1953年1月） - 庄田中将（1953年1月—1955年3月14日） 副教育长 - 高锐（1952年5月—1955年3月） - 方升普（1952年7月—1955年3月14日，第一副教育长） - 刘清明（1952年7月—1955年3月14日） | 政治部主任 - 刘浩天中将（1952年5月—1956年4月；1956年3月26日—1957年9月，副政治委员兼） - 张崇文少将（1957年9月—1959年2月） 政治部副主任 - 张崇文少将（1952年5月—1957年9月） - 张光华少将（1952年5月—1959年2月） |

| 训练部部长 - 高锐（1952年5月—1955年3月14日，副教育长兼） - 刘清明少将（1955年3月14日—1956年9月） - 祝榆生（1956年9月—1959年2月） 训练部副部长 - 祝榆生（1952年5月—1956年9月） - 司迎旭（1956年9月—1959年2月） | 干部部部长 - 刘清明（1952年5月—1952年7月；1952年7月—1955年3月14日，副教育长兼） - 张光华少将（1955年3月—1957年9月；1957年9月—1958年5月，政治部副主任兼） - 陈棣华大校（1958年5月—1959年2月） 干部部副部长 - 李焕大校（1952年5月—1959年2月） |

| 物资保障部部长 （1952年5月成立物资保障部，1958年5月改为校务部） - 钟明彪少将（1952年9月—1954年9月） - 侯青久（1954年9月—1958年5月） 物资保障部政治委员 - 陈棣华大校（1952年5月—1958年5月） 校务部部长 - 侯青久（1958年5月—1959年2月） | 队列部部长 - 徐绍华（1952年5月—1952年12月） - 黄胜（1952年12月—1955年5月） - 李智（1955年5月—1959年2月） 军事科学研究部部长 - 方升普（1952年7月—1955年3月14日，副教育长兼） - 高锐大校（1955年3月14日—1958年12月） |

| 战术教授会副主任 - 胡尚礼（1952年8月—1954年） - 杨绍良上校（1952年8月—1959年2月） - 邓迈上校（1955年6月—1959年2月） | 合同战术教授会主任 - 李光辉（1952年5月—1955年3月） - 张献奎大校（1955年3月—1959年2月） 合同战术教授会副主任 - 毛英奇（1952年5月—1957年4月） - 王心一上校（1952年8月—1959年2月） - 张献奎（1954年—1955年3月） |

监察委员会书记
（1952年7月成立临时纪律检查委员会，1955年10月8日成立监察委员会）
- 刘浩天中将（1954年5月—1958年10月）
- 张崇文少将（1958年10月17日—1959年2月）

监察委员会副书记
- 张光华少将（1956年6月—1959年2月）

### 中国人民解放军南京陆军指挥学院
| 院长 - 张荣森（1979年2月28日—1983年，南京高级步兵学校、南京高级陆军学校校长） - 肖建飞（1983年6月3日—1985年10月17日，南京高级陆军学校校长） - 袁俊（1985年10月17日—1986年，南京高级陆军学校校长；1986年9月19日—1988年，陆军指挥学院院长） - 周村中将（1988年8月5日—1990年，陆军指挥学院院长） - 贾启玉少将（1990年7月11日—1992年，陆军指挥学院院长） - 陈炳德少将（1992年8月—1993年2月，陆军指挥学院院长） - 张进宝少将（1993年—1996年，陆军指挥学院院长） - 郭安华少将（1996年—2002年，陆军指挥学院、南京陆军指挥学院院长） - 陈勇少将（2002年—2009年，南京陆军指挥学院院长） - 吉文明少将（2009年—2011年，南京陆军指挥学院院长） - 王培少将（2011年—2017年，南京陆军指挥学院院长） 副院长 - 李景昌（1978年3月23日—？，南京高级步兵学校、南京高级陆军学校副校长） - 江潮（1978年3月23日—？，南京高级步兵学校、南京高级陆军学校副校长） - 魏学诚（1978年3月23日—1984年7月21日，南京高级步兵学校、南京高级陆军学校副校长） - 马兆民（1981年5月18日—？，南京高级陆军学校副校长） - 任保俗（1983年8月5日—，南京高级陆军学校副校长） - 石侠（1985年10月17日—1986年，南京高级陆军学校校长） - 周村（1986年9月19日—1988年8月5日，陆军指挥学院副院长） - 齐正钧中将（1988年8月5日—1990年，陆军指挥学院副院长） - 董良驹少将（1990年7月11日—？，陆军指挥学院副院长） - 赵景田少将（1990年7月11日—？，陆军指挥学院副院长） …… - 郭安华少将（？—1996年，陆军指挥学院副院长） - 杨金池少将（？—？，陆军指挥学院副院长） - 陈福阳少将（？—？，陆军指挥学院副院长） - 柴宇球少将（2000年—？，南京陆军指挥学院副院长） - 战捷少将（？—？，南京陆军指挥学院副院长） - 白自兴少将（？—？，南京陆军指挥学院副院长） - 魏建忠少将（？—？，南京陆军指挥学院副院长） - 李穗滨少将（？—？，南京陆军指挥学院副院长） - 曾苏南少将（2005年—？，南京陆军指挥学院副院长） - 车先明少将（？—？，南京陆军指挥学院副院长） …… - 周师华少将（2010年—？，南京陆军指挥学院副院长） - 李扬少将（？—？，南京陆军指挥学院副院长） - 徐金华少将（？—？，南京陆军指挥学院副院长） - 李春立少将（？—？，南京陆军指挥学院副院长） | 政治委员 - 丁秋生（1978年3月23日—1983年，南京高级步兵学校、南京高级陆军学校政治委员） - 诸敏（1983年6月3日—1985年10月17日，南京高级陆军学校政治委员） - 张明远（1986年9月19日—1988年，陆军指挥学院政治委员） - 宋双来中将（1988年8月5日—1992年8月，陆军指挥学院政治委员） - 丁玉才少将（1992年8月—1995年，陆军指挥学院政治委员） - 张海天少将（1995年3月—1998年12月，陆军指挥学院政治委员） …… - 张增顺少将（？—2008年，南京陆军指挥学院政治委员） - 张世全少将（2008年—2011年，南京陆军指挥学院政治委员） - 迟星北少将（2011年7月—2012年，南京陆军指挥学院政治委员） - 李爱平少将（2012年—2014年，南京陆军指挥学院政治委员） - 张志辉少将（2014年—？，南京陆军指挥学院政治委员） 副政治委员 - 李福尧（1978年3月23日—1980年，南京高级步兵学校副政治委员） - 刘瑄（1980年2月20日—1981年，南京高级步兵学校、南京高级陆军学校副政治委员） - 孙殿甲（1981年5月18日—1985年，南京高级陆军学校副政治委员） - 李平中将（1985年7月3日—1986年，南京高级陆军学校副政治委员；1986年9月19日—1990年，陆军指挥学院副政治委员） - 张海天少将（1990年1月25日—？，陆军指挥学院副政治委员） …… - 刘朝福少将（？—？，陆军指挥学院副政治委员） - 方心江少将（？—？，南京陆军指挥学院副政治委员） - 李晓原少将（？—？，南京陆军指挥学院副政治委员） …… - 贾继勇少将（2013年—？，南京陆军指挥学院副政治委员） 顾问 - 杨基明（1980年4月16日—？，南京高级步兵学校、南京高级陆军学校顾问） - 黄浩（1984年5月24日—？，南京高级陆军学校顾问） - 魏学诚（1984年7月21日—？，南京高级陆军学校顾问） |

| 训练部部长 - 魏学诚（1978年3月23日—1984年7月21日，南京高级步兵学校、南京高级陆军学校副校长兼训练部部长） - 齐正钧（1984年7月21日—？，南京高级陆军学校副校长兼训练部部长） …… - 郭安华少将（？—？，陆军指挥学院副院长兼训练部部长） - 张敬钊少将（？—？，陆军指挥学院训练部部长） - 战玉少将（？—？，南京陆军指挥学院训练部部长） - 曾苏南少将（？—2005年，南京陆军指挥学院训练部部长） - 李家福（2005年—？，南京陆军指挥学院院务部部长） 训练部副部长 …… - 王可夫少将（？—1990年，陆军指挥学院训练部副部长） - 刘永杰少将（？—1990年，陆军指挥学院训练部副部长） - 陈天桂少将（1990年7月11日—？，陆军指挥学院训练部副部长） - 吴厚慎少将（1990年7月11日—？，陆军指挥学院训练部副部长） …… - 魏建忠少将（？—？，陆军指挥学院训练部副部长） …… | 政治部主任 - 丁士采（1978年3月23日—1981年，南京高级步兵学校、南京高级陆军学校政治部主任） - 滕俊清（1981年5月18日—1986年，南京高级陆军学校政治部主任） - 李平（1986年9月19日—1990年，陆军指挥学院副政治委员兼政治部主任） - 张海天（1990年7月11日—？，陆军指挥学院副政治委员兼政治部主任） …… - 崔根峰少将（？—？，陆军指挥学院政治部主任） - 朱俊齐少将（？—？，南京陆军指挥学院政治部主任） - 魏建忠少将（？—？，南京陆军指挥学院政治部主任） - 李晓原少将（？—？，南京陆军指挥学院政治部主任） - 迟星北少将（2007年—2011年7月，南京陆军指挥学院政治部主任） - 马魁少将（2011年—2015年，南京陆军指挥学院政治部主任） 政治部副主任 …… - 江靖飞少将（？—？，陆军指挥学院政治部副主任） - 俞菊初少将（？—？，陆军指挥学院政治部副主任） - 黄国芳少将（？—？，陆军指挥学院政治部副主任） …… - 马魁少将（？—2011年，南京陆军指挥学院政治部副主任） |

| 院务部部长 …… - 黄银贵少将（？—1990年，陆军指挥学院院务部部长） - 柳河生少将（1990年7月11日—？，陆军指挥学院院务部部长） …… - 李家福（？—2005年，南京陆军指挥学院院务部部长） …… | 纪律检查委员会书记 - 李福尧（1979年3月22日—1980年，南京高级步兵学校、南京高级陆军学校纪律检查委员会书记） - 孙殿甲（1982年5月15日—1985年，南京高级陆军学校纪律检查委员会书记） …… |

### 中国人民解放军陆军指挥学院
| 院长 副院长 | 政治委员 - 肖冬松少将（2017年—） 副政治委员 |